# Cardiology in Review

Cardiology in Review est une revue médicale bimestrielle à comité de lecture traitant de cardiologie. Elle est créée en 2011 et est publiée par Lippincott Williams Wilkins. Les rédacteurs en chef sont William H. Frishman (New York Medical College) et Patrick T. O'Gara (Brigham Women's Hospital).

## Objectifs et portée
L'objectif de la revue est de publier des revues complètes et faisant autorité pour les cliniciens praticiens. La couverture thématique comprend le diagnostic, les cours cliniques, la prévention et le traitement des troubles cardiovasculaires.  

## Résumé et indexation
La revue est résumée et indexée dans :
- Science Citation Index
- Current Contents / Médecine clinique
- MEDLINE - PubMed et Index Medicus
- Embase
- Scopus

## Articles notables
- (en) P. J. et Teirstein, P. S., « Prevention of Coronary Restenosis », Cardiology in Review, vol. 7, no 4,‎ 1999, p. 219–231 (PMID 10423674, DOI 10.1097/00045415-199907000-00014)
- (en) Basso, Corrado et Thiene, « Cardiovascular causes of sudden death in young individuals including athletes », Cardiology in Review, vol. 7, no 3,‎ 1999, p. 127–35 (PMID 10423663, DOI 10.1097/00045415-199905000-00009)
- (en) Chiang, « Congenital and acquired long QT syndrome. Current concepts and management », Cardiology in Review, vol. 12, no 4,‎ 2004, p. 222–34 (PMID 15191637, DOI 10.1097/01.crd.0000123842.42287.cf)
- (en) Park, Huang et Frishman, « Phytoestrogens as cardioprotective agents », Cardiology in Review, vol. 13, no 1,‎ 2005, p. 13–7 (PMID 15596022, DOI 10.1097/01.crd.0000126084.68791.32)